# Odontobracon batesi
Odontobracon batesi är en stekelart som beskrevs av Per Abraham Roman 1924. Odontobracon batesi ingår i släktet Odontobracon och familjen bracksteklar. Inga underarter finns listade i Catalogue of Life.